# Rozdroże pod Babkami

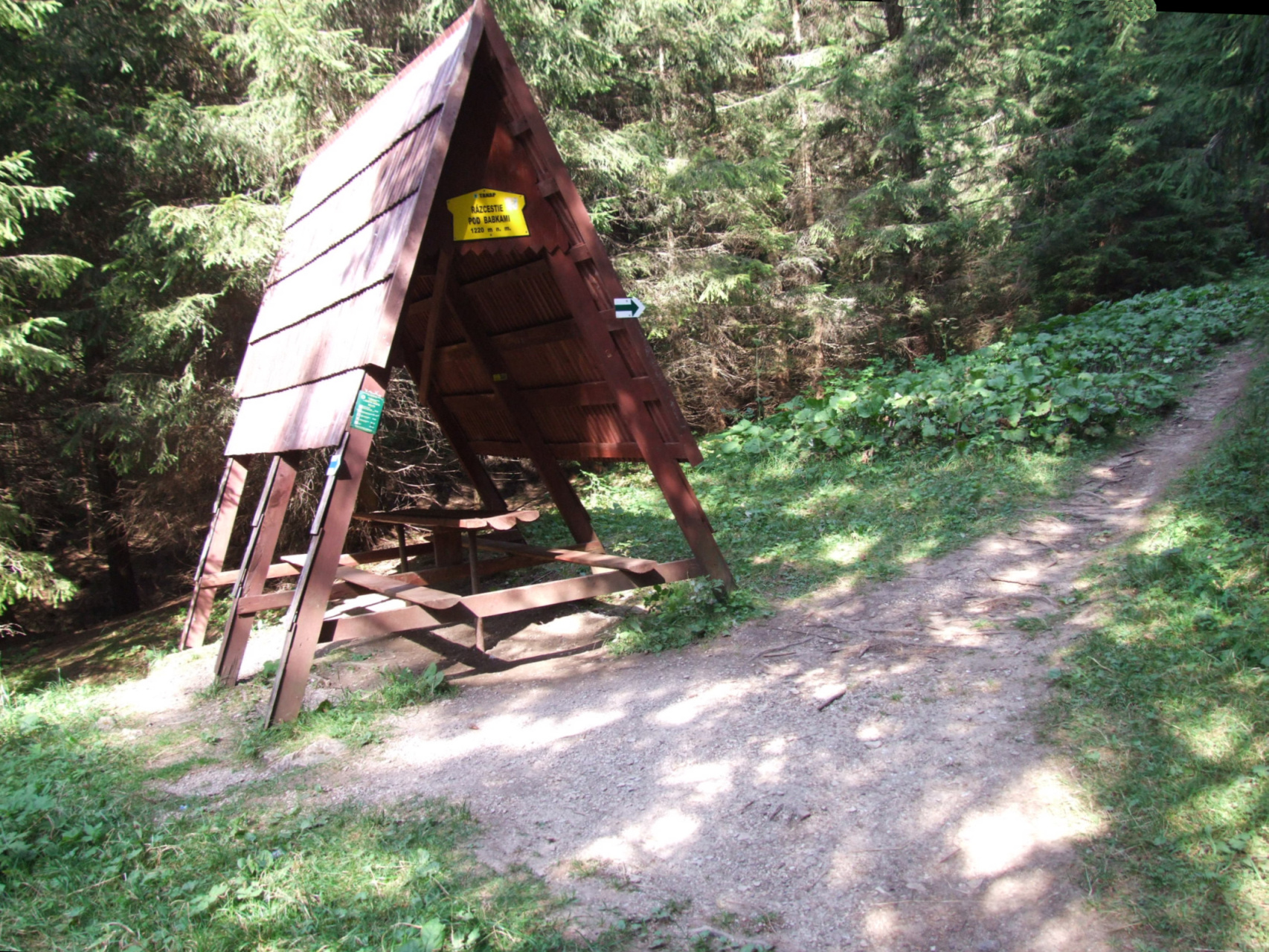
Rozdroże pod Babkami

Rozdroże pod Babkami (słow. Rázcestie pod Babkou) – położone w lesie, na wysokości 1243 m rozdroże szlaków turystycznych w słowackich Tatrach Zachodnich. Znajduje się na południowo-zachodnich stokach grzbietu Szczawne opadającego z Babek na wierzchołek Mnicha. Na rozdrożu jest wiata dla turystów, a rozdroże znajduje się przy granicy obszaru ochrony ścisłej obejmującego wapienne turnie Sokoła, Mnicha i Sokoli Żleb.

## Szlaki turystyczne
zielony: rozdroże pod Tokarnią – rozdroże pod Babkami – Babki – Przedwrocie – Siwy Wierch. Czas przejścia od rozdroża pod Tokarnią do rozdroża pod Babkami 1:50 h, ↓ 1:25 h, od rozdroża na Siwy Wierch: 3 h, ↓ 2:35 h
  niebieski: Bobrowiecki Wapiennik – rozdroże pod Babkami – Chata Czerwieniec – Przedwrocie. Czas przejścia: do rozdroża: 1:45, ↓ 1:25 h, od rozdroża do Chaty Czerwieniec: 50 min, ↓ 40 min, od Chaty Czerwieniec do Przedwrocia 45 min, ↓ 35 min